# Тарас (река)
Тарас — река в России, протекает по Мурманской области. Впадает в озеро Улита. Длина реки составляет 16 км.
Берёт начало из безымянного озера на высоте — 228,8 м над уровнем моря вблизи урочища Голая Тундра. Протекает через ряд озёр: Малый Тарас, Тарас, Мотьлумбал, Сухое и Лейна. Впадает в озеро Улита на высоте 112,0 м. В низовье порожиста.
Через озеро Лейна имеет два притока — реку Максимка и реку Торос (Чихча).
В XX веке нижний участок реки от Лейны до Улиты длиной 2,8 км считали отдельным водотоком под названием Селес.

## Данные водного реестра
По данным государственного водного реестра России относится к Баренцево-Беломорскому бассейновому округу, водохозяйственный участок реки — Тулома от Верхнетуломского гидроузла и до устья. Речной бассейн реки — бассейны рек Кольского полуострова, впадает в Баренцево море.
Код объекта в государственном водном реестре — 02010000412101000001393.